# 輔仁媒體
輔仁媒體（英語：VJ Media）是一家香港網路媒體，於2012年成立，由各方社會人士、網上活躍人士組成。其宗旨包括批判叢林資本主義和官僚資本家專政；提倡公民平權、民主憲政、均富共榮的信念；填補現時香港傳媒的缺口；替弱勢社群、家庭主婦、工人、前線白領等族群發聲等。希望成為香港以至整個大中華地區裏有影響力的網上傳媒。現時主編為容樂其（其中一名股東），技術總監為中出羊子。最後一篇文章刊出於2022年12月4日。2023年7月起，網站無法存取。

## 名字來源
輔仁媒體的中文名字，來自《論語》記載曾子的說話：「以文會友，以友輔仁」。也有一說來自清末革命組織輔仁文社。英文名字「VJMedia」則來自兩個拉丁詞彙：「VIRTUS」（道德）和「JUSTITIA」（正義）。

## 受眾
根據2016年的數據，輔仁媒體的香港本地流量佔有超過五成。

## 營運
輔仁媒體不會「買斷」著作版權，版權全歸作者。輔仁媒體只會得到刊登權，在其網站、期刊、網站所屬的社交媒體、訂閱電郵及將來會出現的印刷版報章上刊出作者的文章，不會有其他用途。
輔仁編輯組以共享創意版權授權模式發佈文章，歡迎轉載。並鼓勵作者採用「創意共享」條款發佈作品。
2014年12月，容樂其於輔大生命力新聞的專訪中表示，輔仁媒體所有經費均是來自廣告收入，他拒收任何捐款。

## 中國大陸封鎖
依據GreatFire測試，其網站在中國大陸被當局的網墻封鎖，即當地網民無法正常訪問該網站，2014年11月或更早起遭受封鎖至今。

## 外部連結
- 官方網站 （页面存档备份，存于）
- 官方Facebook專頁 （页面存档备份，存于）
- 「辅仁媒体的facebook网页其後贴出杨匡的照片，指杨匡「快闪」了刘梦熊的晚宴[永久]」《成报》，2012-08-23，香港
- 經濟輔仁事件 （页面存档备份，存于）